# E-Faktor
Der E-Faktor (englisch Environmental Factor ‚Umweltfaktor‘) ist die erste allgemeine metrische Größe zur Prozessevaluation in der Chemie (Grüne Chemie). Sie zählt zu den Metriken der grünen Chemie. Nach wie vor ist er einer der flexibelsten und beliebtesten Kenngrößen zur Evaluation der Nachhaltigkeit von chemischen Prozessen (bzw. Reaktionen). Er wurde Ende der 80er Jahre von Roger A. Sheldon entwickelt.

## Beschreibung und Anwendung
Der E-Faktor wurde zur Bewertung der Umweltauswirkungen von chemischen Prozessen entwickelt. Dieser Kennwert wird im Kontext der grünen Chemie verwendet, ähnlich dem Kennwert der Atomökonomie. Der E-Faktor ist definiert als das Massenverhältnis des Abfalls zum gewünschten Produkt. Er kann dementsprechend folgendermaßen berechnet werden:
{\displaystyle E={\dfrac {\mathrm {Gesamtmasse~an~Abfall} }{\mathrm {Gesamtmasse~des~Zielproduktes} }}}
Für eine generische mehrstufige Synthese, wobei nur R das gewünschte Produkt ist, ({\displaystyle \nu } sind stöchiometrische Zahlen):
{\displaystyle {\ce {\nu_{A}A + \nu_{B}B -> \nu_{P}P + \nu_{X}X}}}
{\displaystyle {\ce {\nu_{P}P + \nu_{C}C -> \nu_{Q}Q + \nu_{Y}Y}}}
{\displaystyle {\ce {\nu_{Q}Q + \nu_{D}D -> \nu_{R}R + \nu_{Z}Z}}}
lässt sich der E-Faktor wie folgt berechnen:
{\displaystyle E={\dfrac {\mathrm {Summe~der~Gesamtmassen~\nu _{X}X,~\nu _{Y}Y,~\nu _{Z}Z} }{\mathrm {Gesamtmasse~von~\nu _{R}R} }}}
Ein höherer E-Faktor bedeutet mehr Abfall und folglich größere negative Umweltauswirkungen. Die wirtschaftlichen und ökologischen Kosten der Entsorgung dieser Abfälle führen dazu, dass eine Reaktion (oder eine Synthese) mit einem großen E-Faktor „weniger grün“ ist. Der ideale E-Faktor ist Null, d. h., nur das gewünschte Produkt entsteht und kein Abfall.
Der E-Faktor hebt die im Prozess entstehenden Abfälle hervor und hilft eines der zwölf Prinzipien der grünen Chemie zu erfüllen: die Vermeidung von Abfall. Es ist besser, Abfälle zu vermeiden, als Abfälle zu behandeln oder zu beseitigen, nachdem sie entstanden sind. Der E-Faktor ist leicht zu berechnen und erlaubt eine schnelle Abschätzung der entstehenden Abfallmengen. Seither wird der E-Faktor von der chemischen Industrie und insbesondere von der pharmazeutischen Industrie als nützliche Größe zur Bewertung der Umweltauswirkungen von Herstellungsprozessen verwendet. Das Ausmaß des Abfallproblems bei der Herstellung von Chemikalien wird deutlich, wenn die typischen E-Faktoren in verschiedenen Bereichen der chemischen Industrie betrachtet werden (siehe nachstehende Tabelle).
| Sektor          | Menge Produkt / t | E-Faktor |
| --------------- | ----------------- | -------- |
| Öl-Raffination  | 106 – 108         | <0,1     |
| Grundchemikalie | 104 – 106         | <1 – 5   |
| Feinchemikalie  | 102 – 104         | 5 – 50   |
| Arzneimittel    | 10 – 103          | 25 – 100 |

Es ist auch offensichtlich, dass der E-Faktor von den Grundchemikalien hin zu den Feinchemikalien und Arzneimitteln erheblich ansteigt. Einer der Gründe für den beachtlichen Anstieg des E-Faktors ist die Tatsache, dass für die Produktion von Arzneimitteln mehrstufige Synthesen erforderlich sind. Die Pharmaunternehmen haben aber dabei betont, dass die absolute Abfallmenge geringer sei, als bei den Grundchemikalien, da die Produktionsmengen der Arzneimittel auch viel geringer sind. Die größeren E-Faktoren bei den Feinchemikalien und den Arzneimitteln sind jedoch auch auf die weit verbreitete Verwendung klassischer stöchiometrischer Reagenzien anstelle von Katalysatoren in den Reaktionen zurückzuführen.

## Berechnung des E-Faktors an Beispielen

### Historische und industrielle Herstellung von Ethylenoxid
Ethylenoxid ist eine Grundchemikalie und wird daher in großem Maßstab hergestellt. Bei solchen großtechnischen Herstellungsverfahren ist es von Vorteil, wenn wenig Abfall anfällt. Das historische Verfahren zur Herstellung von Ethylenoxid ist das Chlorhydrin-Verfahren. Dabei wurde Ethylen zunächst mit Chlor in einer wässrigen alkalischen Lösung (Hypochlorige Säure) zu Ethylenchlorhydrin umgesetzt.
Anschließend reagiert Ethylenchlorhydrin mit Calciumhydroxid zu Ethylenoxid.
Nachteile des Verfahrens waren eine beträchtliche Abwasserbelastung mit Chloriden und die Bildung von Halogenkohlenwasserstoffen (z. B. 1,2-Dichlorethan) als Nebenprodukte. Die Bildung von Halogenkohlenwasserstoffen wurde hier der Einfachheit halber weggelassen. Die Gesamtgleichung dieser Reaktion ist:
{\displaystyle {\ce {2 C2H4 + 2 HOCl + Ca(OH)2 -> 2 H2O + CaCl2 + 2 C2H4O}}}
Um den E-Faktor dieser Reaktion zu berechnen, müssen zunächst die Molmassen der Reaktanten und der Produkte ermittelt werden. O.B.d.A. wird die Masse des gewünschten Produkts Ethylenoxid auf 1000 g gesetzt, dies dient zur Vereinfachung der Rechnung. Demnach entspricht die Stoffmenge des gewünschten Produkts {\displaystyle {\tfrac {1000~\mathrm {g} }{\mathrm {Gesamte~Molmasse~Produkt} }}}. Mit dieser lassen sich die Masse der anderen an der Reaktion beteiligten Moleküle ausrechnen. All diese Werte sind in der nachstehenden Tabelle dargestellt:
|                                                       | {\displaystyle {\ce {2 C2H4}}}                  | {\displaystyle {\ce {+}}} | {\displaystyle {\ce {2 HOCl}}}                  | {\displaystyle {\ce {+}}} | {\displaystyle {\ce {Ca(OH)2}}}                 | {\displaystyle {\ce {->}}} | {\displaystyle {\ce {2 H2O}}}                   | {\displaystyle {\ce {+}}} | {\displaystyle {\ce {CaCl2}}}                   | {\displaystyle {\ce {+}}} | {\displaystyle {\ce {2 C2H4O}}}                 |
| ----------------------------------------------------- | ----------------------------------------------- | ------------------------- | ----------------------------------------------- | ------------------------- | ----------------------------------------------- | -------------------------- | ----------------------------------------------- | ------------------------- | ----------------------------------------------- | ------------------------- | ----------------------------------------------- |
| Molmasse / {\displaystyle \mathrm {g\cdot mol^{-1}} } | 2·28,05                                         |                           | 2·52,46                                         |                           | 74,10                                           |                            | 2·18,02                                         |                           | 110,98                                          |                           | 2·44,05                                         |
| Masse / {\displaystyle \mathrm {g} }                  | 636,78                                          |                           | 1190,92                                         |                           | 841,09                                          |                            | 409,08                                          |                           | 1259,70                                         |                           | 1000                                            |
| Stoffmenge / {\displaystyle \mathrm {mol} }           | {\displaystyle {\dfrac {1000}{2\cdot 44{,}05}}} |                           | {\displaystyle {\dfrac {1000}{2\cdot 44{,}05}}} |                           | {\displaystyle {\dfrac {1000}{2\cdot 44{,}05}}} |                            | {\displaystyle {\dfrac {1000}{2\cdot 44{,}05}}} |                           | {\displaystyle {\dfrac {1000}{2\cdot 44{,}05}}} |                           | {\displaystyle {\dfrac {1000}{2\cdot 44{,}05}}} |

Aus der Formel ergibt sich für das hier dargestellte historische Verfahren zur Herstellung von Ethylenoxid der folgende E-Faktor (es wird für diese Berechnung eine Ausbeute von 100 % angenommen):
{\displaystyle E_{\mathsf {alt}}={\dfrac {409{,}08~{\mathsf {g}}+1259{,}70~{\mathsf {g}}}{1000~{\mathsf {g}}}}=1{,}67}
Diese alte Synthese von Ethylenoxid produziert also sehr viel Abfall. Die modernere großtechnische Herstellung von Ethylenoxid erfolgt heute ausschließlich durch die katalytische Oxidation von Ethen mit Sauerstoff. Als Katalysator wird fein verteiltes Silberpulver, welches auf einem anorganischen, oxidhaltigen Träger (bevorzugt Aluminiumoxid) aufgebracht ist, eingesetzt.
Werte zu Molmasse, Masse und Stoffmenge der Reaktanten und Produkte sind in der nachstehenden Tabelle dargestellt:
|                                                       | {\displaystyle {\ce {2 C2H4}}}                  | {\displaystyle {\ce {+}}} | {\displaystyle {\ce {O2}}}                      | {\displaystyle {\ce {->}}} | {\displaystyle {\ce {2 C2H4O}}}                 |
| ----------------------------------------------------- | ----------------------------------------------- | ------------------------- | ----------------------------------------------- | -------------------------- | ----------------------------------------------- |
| Molmasse / {\displaystyle \mathrm {g\cdot mol^{-1}} } | 2·28,05                                         |                           | 32,00                                           |                            | 2·44,05                                         |
| Masse / {\displaystyle \mathrm {g} }                  | 636,78                                          |                           | 363,22                                          |                            | 1000                                            |
| Stoffmenge / {\displaystyle \mathrm {mol} }           | {\displaystyle {\dfrac {1000}{2\cdot 44{,}05}}} |                           | {\displaystyle {\dfrac {1000}{2\cdot 44{,}05}}} |                            | {\displaystyle {\dfrac {1000}{2\cdot 44{,}05}}} |

Aus der Formel ergibt sich für die moderne industrielle Synthese von Ethylenoxid folgender E-Faktor (es wird für diese Berechnung eine Ausbeute von 100 % angenommen):
{\displaystyle E_{\mathsf {neu}}={\dfrac {0~{\mathsf {g}}}{1000~{\mathsf {g}}}}=0}
Die neue katalysierte Ethylenoxidsynthese hat somit einen E-Faktor von 0. Die Chemikalie Ethylenoxid ist eine organische Grundchemikalie. Der berechnete theoretische E-Faktor von 0 für die großtechnische Herstellung von Ethylenoxid steht im Einklang mit den typischen E-Faktoren von Grundchemikalien, die im Bereich kleiner 1 bis 5 liegen (siehe Tabelle 1).

### Industrielle Herstellung von Phenol
Die Chemikalie Phenol wird im industriellen Maßstab durch das Cumolhydroperoxid-Verfahren hergestellt, welches auch als Phenolsynthese nach Hock (Hock-Verfahren) bekannt ist:
Bei diesem Verfahren kann Aceton als Abfall betrachtet werden. Aceton lässt sich jedoch leicht vom Phenol trennen und ist ein Ausgangsstoff für zahlreiche Synthesen. Daher kann Aceton weiterverkauft werden, was dieses Verfahren besonders wirtschaftlich macht. Die Werte für Molmasse, Masse und Stoffmenge der Reaktanten und Produkte sind in der folgenden Tabelle dargestellt (hier wird davon ausgegangen, dass Aceton Abfall ist):
|                                                       | {\displaystyle {\ce {C6H6}}}             | {\displaystyle {\ce {+}}} | {\displaystyle {\ce {C3H6}}}             | {\displaystyle {\ce {+}}} | {\displaystyle {\ce {O2}}}               | {\displaystyle {\ce {->}}} | {\displaystyle {\ce {C3H6O}}}            | {\displaystyle {\ce {+}}} | {\displaystyle {\ce {C6H6O}}}            |
| ----------------------------------------------------- | ---------------------------------------- | ------------------------- | ---------------------------------------- | ------------------------- | ---------------------------------------- | -------------------------- | ---------------------------------------- | ------------------------- | ---------------------------------------- |
| Molmasse / {\displaystyle \mathrm {g\cdot mol^{-1}} } | 78,11                                    |                           | 42,08                                    |                           | 31,98                                    |                            | 58,08                                    |                           | 94,11                                    |
| Masse / {\displaystyle \mathrm {g} }                  | 829,99                                   |                           | 447,14                                   |                           | 339,82                                   |                            | 617,15                                   |                           | 1000                                     |
| Stoffmenge / {\displaystyle \mathrm {mol} }           | {\displaystyle {\dfrac {1000}{94{,}11}}} |                           | {\displaystyle {\dfrac {1000}{94{,}11}}} |                           | {\displaystyle {\dfrac {1000}{94{,}11}}} |                            | {\displaystyle {\dfrac {1000}{94{,}11}}} |                           | {\displaystyle {\dfrac {1000}{94{,}11}}} |

Nun müssen die passenden Werte in die oben beschriebene Formel eingesetzt werden (es wird für diese Berechnung eine Ausbeute von 100 % angenommen):
{\displaystyle E={\dfrac {617{,}15~\mathrm {g} }{1000~\mathrm {g} }}=0{,}62}
Wenn Aceton nicht als Abfall, sondern als wertvolles Produkt betrachtet wird, beträgt der E-Faktor 0.

## Grenzen des E-Faktors
Der E-Faktor ist eine Kenngröße für die Beurteilung der Nachhaltigkeit eines chemischen Prozesses. Wie alle Werte, die komplexe Prozesse in bestimmten Punkten beschreiben wollen, besitzt der E-Faktor auch gewisse Grenzen:
- Der theoretische Wert und der praktische Wert liegen oft weit auseinander. Für den praktischen Wert ist eine experimentelle Durchführung notwendig.
- Lösungsmittel und Hilfsstoffe (Filterhilfen etc.), die ggf. auch als Abfall enden, werden nicht miterfasst.
- Die E-Faktoren für die Produktion der Reaktanten bzw. Ausgangsstoffe und für die Logistik (Transport ins Werk etc.) werden nicht erfasst.
- Der E-Faktor schließt automatisch das Wasser aus, das im Prozess verwendet wird, nicht aber Wasser, das gebildet wird.